# Luis Aníbal Torrico
Luis Anibal Torrico Valverde (Camiri, Bolivia, 14 de septiembre de 1986) es un futbolista boliviano. Juega como defensa y su actual equipo es Real Potosí de la Asociación de Fútbol Potosí.

## Récord de presencias en la División Profesional
El 18 de noviembre de 2023, Luis Aníbal Torrico se convirtió en el jugador con más presencias en partidos de la División profesional del fútbol boliviano, llegando a 658 partidos disputados en la victoria de Nacional Potosí 6-0 ante Real Santa Cruz. Superando de este modo el récord anterior de Joselito Vaca. 

## Clubes
| Club            | País    | Año               |
| --------------- | ------- | ----------------- |
| Bolívar         | Bolivia | 2004 - 2010       |
| Real Potosí     | Bolivia | 2011 - 2012       |
| San José        | Bolivia | 2012 - 2015       |
| Nacional Potosí | Bolivia | 2015 - 2019       |
| San José        | Bolivia | 2020              |
| Nacional Potosí | Bolivia | 2021 - 2023       |
| Real Potosí     | Bolivia | 2024 - Actualidad |

## Palmarés

### Títulos nacionales
| Título           | Club    | Año        |
| ---------------- | ------- | ---------- |
| Primera División | Bolívar | 2004-A     |
| Primera División | Bolívar | 2005-06-AD |
| Primera División | Bolívar | 2006-C     |
| Primera División | Bolívar | 2009-A     |